# Paoy Paet
Paoy Paet è un comune (khum) della Cambogia nord-occidentale. Si trova nella provincia di Banteay Meanchey.